# Tinodes apteryx
Tinodes apteryx is een schietmot uit de familie Psychomyiidae. De soort komt voor in het Oriëntaals gebied.